# Castell de Castellnou de Sogorb
El castell de Castellnovo (a l'Alt Palància), dels segles del XIII al XV, ha estat declarat Bé d'Interès Cultural. Es troba dalt del puig de Sant Cristòfol. S'atribueix als romans, després pel segle xii foren els musulmans els qui el donaren la forma de les fortificacions islàmiques, fins que el 1228 les hosts d'en Jaume I el conqueriren. El 1233 fou donat a Berenguer d'Entença, qui en fou mestre fins al 1291; fou llavors al segle xiv quan fou venut a Guillem d'Esplugues. Aquest el reforma i hi aixeca l'actual edifici. Vora el segle xv passà a Beatriu de Borja, es creu que fou per aquest temps entre el final del segle xv i el principi del XVI quan s'hi torna a fer una altra remodelació retocant les cúpules i matacans de tipus renaixentista.
L'accés s'hi pot fer pels carrers de Sant Miquel, del Castell o de la Costera, ja que el castell es troba al mateix centre urbà de Castellnou.
L'aspecte diferenciat, respecte d'altres aspectes de la regió, prové de les importants edificacions i reestructuracions que patí a mitjans del XV, quan pertanguí a Beatriu de Borja, qui li donà una impremta renaixentista per les seues voltes i arcs apuntats, així com per les seues elaborades defenses del recinte exterior.
Presenta portal central amb una torre avançada a l'esquerra.
Manca portal d'arqueria però conserva, dalt de tot, part d'un curiós matacà de carreus. Destaquen les seues cambres d'arcs i voltes nervades que denoten la impremta inconfusible dels Borja de Roma. Hi figuren un pati més o menys quadrat i quatre estances al voltant. Està construït de maçoneria i carreus i s'hi conserven els murs a un nivell alt, però hi falta la totalitat de les voltes i els carreus de portes i finestres. S'hi distingeixen trams de muralles, encara que molt d'ells es troben entremixtat als habitatges existents. Un dels trams conserva els merlets.
L'any 2025 el Ministeri de Vivenda fa una inversió de 700000 euros per a restaurar-lo.